# Emile Steinkühler
Emile Steinkühler (Dusseldorf, 12 de maig de 1824 - Gant, 21 de novembre de 1872) fou un pianista, violinista i compositor alemany.
A l'edat de quatre anys començà l'estudi del piano i del violí, i als deu anys ja donava concerts públics. Després rebé lliçons de composició de Mendelssohn. El 1840 va escriure la seva primera òpera, Die Alpenhütte, i el 1841 es traslladà a Frankfurt, on residí cinc anys. Posteriorment s'establí a Lilla com a professor i director de la Societat coral de Santa Cecília, fins que la guerra de 1870 l'obligà a sortir de França. A part de l'òpera mencionada i d'una altra titulada Cesario, va compondre una obertura de concert; un trio per a piano, violí i violoncel, peces per a piano; lieder, i romances.